# Gustavo Tarre Briceño
Gustavo Tarre Briceño (Caracas, Venezuela, 18 de diciembre de 1946) es un político, abogado, profesor y diplomático venezolano. Fue diputado al extinto Congreso de la República dentro de la VIII Legislatura y jefe de la fracción parlamentaria de Copei en la Cámara de Diputados. El 22 de enero de 2019, fue nombrado por la Asamblea Nacional como representante especial de Venezuela ante la Organización de los Estados Americanos y fue reconocido por esta el 9 de abril de 2019. Ha sido, además, columnista de El Nacional.

## Estudios
Abogado graduado en la Universidad Central de Venezuela (1969). Egresado del Institut International d’ Administration Publique de París en la mención Economía y Finanzas (1971). Estudios de posgrado en la Universidad de París II, obteniendo en 1972 el Diploma de Estudios Superiores en Derecho Público. En 1985 obtiene el Diploma del Programa Avanzado de Gerencia del Instituto de Estudios Superiores de Administración de Caracas.
Desde 1974 fue profesor de derecho constitucional en la Universidad Central de Venezuela (UCV) y de ciencias políticas en la Universidad Simón Bolívar (USB), hasta el año 1992. Libros publicados:  Carta abierta a los copeyanos, Edicione Nueva Políca, Editorial Centauro, Caracas, 1990; El 4 de febrero El espejo roto, Editorial Libros Marcados, Caracas 2007; Luis y Cristóbal, novela (premiada y publicada por la Fundación para la Cultura Urbana, Caracas, 2006; Solo el poder detiene al poder, La teoría de la separación de poderes y su aplicación en Venezuela, Editorial Jurídica Venezolana, Caracas, 2014 y, conjuntamente con Ramón José Medina, Derecho y Sociedad, la legislación de hidrocarburos en América Latina. La Hoja del Norte, Caracas, 2017.

## Carrera política
En las elecciones parlamentarias de 1978, Tarre Briceño es elegido diputado al Congreso por el Distrito Federal, asumiendo el 23 de enero de 1979, cargo que ejerció durante 4 períodos de 5 años. Fue  jefe de fracción de Copei en la Cámara de Diputados y ejerció la presidencia de las comisiones de Finanzas, Política Interior y Energía y Minas.  Fue por más de 15 años miembro de la Dirección Nacional del Partido Social Cristiano Copei. Desde el año 2014 fue exiliado de su país y residió en la ciudad de Washington.  Fue profesor invitado en la George Washington University y Senior Adviser en el Center of Strategic  and International Studies (CSIS)
Durante la sesión ordinaria de la Asamblea Nacional el 22 de enero de 2019, asumiendo la competencias de la Constitución Nacional designa a Tarre Briceño como representante especial de Venezuela ante la Organización de los Estados Americanos (OEA), notificando dicho nombramiento al secretario general de dicha organización, Luis Almagro. Recibió el apoyo de distintos dirigentes de la oposición tales como: María Corina Machado, Juan Pablo Guanipa, Américo de Grazia, Gaby Arellano, Armando Armas, David Smolansky, y Luis Florido.
El 28 de mayo de 2014 es señalado por el entonces alcalde del Municipio Libertador de Caracas, Jorge Rodríguez Gómez como uno de los planificadores de un intento de magnicidio contra el presidente Nicolás Maduro afirmando que la dirigente opositora María Corina Machado le escribiría a Tarre Briceño dándole indicaciones para ejecutar «el plan». El 16 de enero de 2015 el ministerio público emite orden de captura, entre los señalados también estaban Henrique Salas Römer, Diego Arria, Ricardo Emilio Koesling, Gaby Arellano,  Pedro Mario Burelli Briceño y Robert Alonso Bustillo.